# Franz Josef Wetz
Franz Josef Wetz (* 19. März 1958 in Rockenberg) ist ein deutscher Philosoph.

## Leben
Wetz studierte Philosophie, Germanistik und Theologie in Mainz, Frankfurt am Main und Gießen. Während des Studiums war er Stipendiat des Cusanuswerks. Im Jahr 1984 legte er das Erste Staatsexamen für das Lehramt an Gymnasien ab. 1985 wurde er Magister der Philosophie; 1989 folgte die Promotion und schließlich wurde Wetz 1992 in Philosophie habilitiert. Von 1981 bis 1993 arbeitete Wetz am Zentrum für Philosophie und Grundlagen der Wissenschaft der Universität Gießen als wissenschaftlicher Mitarbeiter und Assistent von Odo Marquard. Sowohl ein Habilitanden-Stipendium als auch ein Heisenberg-Stipendium wurden ihm gewährt, aber nicht in Anspruch genommen. Von 1991 bis 1996 war Wetz freier Mitarbeiter im Bildungsbereich des Arbeitgeberverbands der Elektro- und Metallindustrie. Seit 1992 übernahm Wetz Lehrstuhlvertretungen im Inland und Gastprofessuren im Ausland. Seit 1992 war Wetz freier Mitarbeiter an württembergischen, bayerischen und thüringischen Instituten für Lehrerfortbildung und Lehrplanentwicklung. Von 1994 bis März 2024 war Wetz Professor für Philosophie an der Pädagogischen Hochschule in Schwäbisch Gmünd.
Seine Hauptarbeitsgebiete liegen in den Bereichen Kulturphilosophie und Ethik. Dabei liegt für ihn der Fokus auf der Frage, welche Konsequenzen die Erkenntnisse der modernen Naturwissenschaften für das menschliche Selbst- und Weltverständnis haben – in existentieller, weltanschaulicher, gesellschaftlicher, ethischer und juristischer Hinsicht.
Wetz ist Mitglied im wissenschaftlichen Beirat der Humanistischen Akademie Bayern, der Feuerbach-Gesellschaft und im Beirat der humanistischen Giordano Bruno Stiftung. Außerdem ethischer Berater des Anatomischen Instituts für Plastination („Körperwelten“). Seit 2020 ist er Direktoriumsmitglied des Hans-Albert-Instituts.

## Lehre

### Einflüsse
Vier Begriffe stehen im Zentrum des philosophischen Schaffens von Wetz: Selbstachtung, Trost, Staunen und Begehren in einer naturwissenschaftlich geprägten säkularen Kultur. Die Diskussion über die Stellung des Menschen innerhalb dieser Begriffsnetze, welche unser Leben spinnen, erhellen dessen Doppelcharakter. Auf der einen Seite tritt der Mensch als ein Mängelwesen in Erscheinung, das seine Defizite kompensieren muss. Diese Sichtweise wird vor allem durch Odo Marquard, Hans Blumenberg und Arnold Gehlen beeinflusst. Auf der anderen Seite wird der Mensch als überaus talentiert dargestellt, der über große Lustquellen verfügt, die dem Einzelnen volle Intensität des prallen Lebens spüren lassen wollen. Dieser Blick auf den Menschen folgt der Linie von Nietzsche bis Bataille.

### Philosophie
Franz Josef Wetz vertritt eine gemäßigt naturalistische Position. Von diesem Standpunkt aus werden die Erkenntnisse der Naturwissenschaften mit all ihren Konsequenzen anerkannt. Der Mensch wird entlarvt als ein vergängliches Stück um sich selbst bekümmerte Natur ohne Anspruch auf Mittelpunktstellung im Gefüge des Alls. So steht in Kunst der Resignation: „Die Unerheblichkeit und Nichtigkeit des Menschen im unermesslichen Weltraum, seine Verbannung an den Rand einer durchschnittlichen Spiralgalaxie: Sie löst seine jahrhundertelang beanspruchte Sonder- und Mittelpunktstellung auf.“ Trotz dieser eindeutigen Absage an eine Sonderstellung des Menschen bleibt Wetz sensibel für Fragestellungen und Themen der traditionellen Geistes- und Kulturwissenschaft.

Gerade auf dieser Grundlage einer konsequenten Ablehnung höherer Instanzen stellt sich Wetz die Frage nach der Aushaltbarkeit des Lebens und der Bejahung der Welt. Dazu müssen die großen Sinnversprechen der Kulturgeschichte alle entkräftet und ausgeschaltet werden. „Nun stellt sich allerdings die prekäre Frage, ob denn eine Ausschaltung der sehnsuchtsvollen Erinnerung an vormalige Sinnmodelle und eine Minderung der überschwenglichen Sinnerwartungen ohne weiteres möglich sind.“ Wetz verabschiedet alle metaphysischen Sinnentwürfe vor dem Hintergrund von Milliarden Sonnen im Weltall und der flüchtigen Präsenz des Menschen in den unermesslichen Weiten: 
Vielen Wissenschaftlern gilt als sicher, daß im Ganzen des kosmischen Geschehens das Auftreten von bewusstem Leben, das an die Funktionsfähigkeit eines Gehirns gebunden ist und ohne neurophysiologische Prozesse nicht ablaufen kann, höchst unwahrscheinlich war. Dieses und darüber hinaus die wissenschaftlichen Erkenntnisse über die Mechanismen der Vererbung sowie die Naturgeschichte des menschlichen Verhaltens lassen kaum noch die anthropozentrischen Aussagen und Traditionen zu und berauben alle metaphysischen Sinnmodelle ihrer Plausibilität.
Hieraus leiten sich nun vielfältige Fragestellungen und Themenkomplexe ab. Trotz der enormen Bandbreite seiner Bücher verbindet sie doch alle eine Klammer. Diese versucht eine Grauzone zu beleuchten: Die Grenzgebiete der großen Menschheitsfragen im Kontext unseres täglichen Handelns und Denkens.

Letztlich handelt es sich wohl um philosophische Anthropologie, mehr oder weniger existentialistisch:
Der spezifische Existentialismus Kierkegaards liegt in der Heraushebung des Menschen aus dem Ethischen und in seiner radikalen Vereinzelung vor Gott. Da dieser Gott unberechenbar ist, kann sich der Mensch nicht auf ihn verlassen. Der Einzelne ist ganz auf sich allein gestellt. Diese existenzialistische Erkenntnis wurde in der Folge ein weiteres Mal durch die Wiederherstellung von Wesensphilosophien niedergehalten – etwa durch die frühe Phänomenologie Edmund Husserls. Dieser widmete sich in seinen frühen Schriften dem Reich zeitloser Wesenheiten, wie es schon zu Beginn der abendländischen Philosophie Platon getan hatte. Dabei sieht Husserl von allem real Existierenden ausdrücklich ab und provoziert hierdurch geradezu einen Gegenschlag, den sein prominentester Schüler Martin Heidegger dann genauer ausführen wird. Denn Heidegger sieht vom Wesen ab und blickt stattdessen auf das reine Dass, die faktische Existenz des Menschen.

Sartre wird ihm hierin folgen. ...
In die immer wieder – wenn nicht stets – paradoxale Situation des Menschen.

### Zentrale Themen und Fragestellungen
- Ist ein sinnvolles Leben ohne Religion möglich? Dieser Frage widmet sich Wetz in „Kunst der Resignation“.[18]
- Der Mensch als ein unbedeutender Klecks im Universum. Mehr eine Feststellung als eine aufgeworfene Frage. Das uns gegenüber stumme Universum mit all seinen Fragen an die menschliche Existenz bildet den Kern seiner umfangreichen Habilitationsschrift „Lebenswelt und Weltall“.[19]
- Auf welchen Trost kann der Mensch im Leben und angesichts des Todes überhaupt noch hoffen, wenn Religion nicht mehr zur Verfügung steht? Der Frage nach zeitgemäßen säkularen Quellen des Trostes widmet sich Franz Josef Wetz in seinen Büchern „Magie der Musik“ und „Tot ohne Gott“.[20]
- Der Mensch muss groß von sich denken, um in der Welt bestehen zu können. Doch wie soll er dies schaffen, wenn er eigentlich klein und nichtig ist? In „Illusion Menschenwürde“ und „Rebellion der Selbstachtung“ steht eine von metaphysischen Einfärbungen bereinigte Menschenwürde im Zentrum der Betrachtung. Einer gänzlichen Verwerfung des Würdebegriffs stellt sich Wetz allerdings entgegen, da dieser für ein stabiles Leben als unumgänglich erscheint.[21][22]
- Das Leben als Genuss zu empfinden stellt eine große und oft vernachlässigte Herausforderung in unserem Dasein dar. „Lob der Untreue“ und „Keine Liebe ohne Lüge“ widmen sich diversen Tabuthemen einer nur vordergründig offenen und aufgeklärten Gesellschaft. Lügen begleiten unser Dasein und sind keineswegs vermeidbar. Geradezu ethisch gerechtfertigt erscheinen Halbwahrheiten, Verstellungen und Lügen in einem Leben, in dem sich der Einzelne nichts vormacht und trotzdem höflich und sinnenfroh zu bleiben versucht.[23]
- Es gibt ein unüberwindliches Verlangen nach sinnlichen Exzessen. Da sich das dunkle Begehren nicht restlos ausschalten, zähmen und humanisieren lässt, bedürfen die Menschen sozialverträglicher Gelegenheiten, ihre wilden Leidenschaften auszuleben. Andernfalls führen diese zu sozialunverträglichen Orgien grausamer Gewalt. Mit der Freude am sinnlichen Rausch im Rahmen einer mündigen Kultur lustvoller Ausschweifungen befasst sich „Exzesse“.

## Auszeichnungen
- 1989: Dissertationspreis der Justus-Liebig-Universität Gießen

## Werk (Auswahl)

### Autor
- Tod, Trauer, Trost: Was am Ende hilft. Philipp-Reclam-Verlag, Stuttgart 2022, ISBN 978-3-15-014275-2.
- Das Fest der gewöhnlichen Dinge: Lesekompass durch Rilkes Duineser Elegien. Alibri, Aschaffenburg 2021, ISBN 978-3-86569-350-1.
- Hans Blumenberg zur Einführung. Junius, Hamburg 1993, ISBN 3-88506-887-7. (Neufassung 2020, 5. Auflage, ISBN 978-3-88506-684-2).
- Keine Liebe ohne Lüge. Wie viel Ehrlichkeit verträgt eine Beziehung. Alibri Verlag, Aschaffenburg 2020, ISBN 978-3-86569-300-6.
- Tot ohne Gott. Eine neue Kultur des Abschieds. Alibri Verlag, Aschaffenburg 2018, ISBN 978-3-86569-249-8.
- Exzesse. Wer tanzt, tötet nicht. Alibri Verlag, Aschaffenburg 2016, ISBN 978-3-86569-197-2.
- Rebellion der Selbstachtung. Gegen Demütigung. Alibri Verlag, Aschaffenburg 2014, ISBN 978-3-86569-177-4.
- Lob der Untreue. Eine Unverschämtheit. Diederichs, München 2011, ISBN 978-3-424-35061-6.
- Baustelle Körper. Bioethik der Selbstachtung. Klett-Cotta, Stuttgart 2009, ISBN 978-3-608-94201-9.
- Illusion Menschenwürde. Aufstieg und Fall eines Grundwerts. Klett-Cotta, Stuttgart 2005, ISBN 3-608-94122-3. (= völlig überarbeitete Neuausgabe von Die Würde der Menschen ist antastbar. Eine Provokation. 1998 – Zur Kritik vgl. Hans Jörg Sandkühler: Menschenwürde und Menschenrechte. Über die Verletzbarkeit und den Schutz des Menschen. 2. Auflage. Alber, Freiburg 2015, ISBN 978-3-495-48766-2)
- Die Magie der Musik. Warum uns Töne trösten. Klett-Cotta, Stuttgart 2004, ISBN 3-608-93232-1.
- Die Kunst der Resignation. Klett-Cotta, Stuttgart 2000, ISBN 3-608-94252-1. (= dtv, München 2003, ISBN 3-608-94252-1).
- Tote hoch zu Ross. Vom Triumph der Statue zum Verbot des Plastinats. Arts and Sciences, Heidelberg 2003, ISBN 3-937256-00-8.
- Die Würde der Menschen ist antastbar. Eine Provokation. Klett-Cotta, Stuttgart 1998, ISBN 3-608-91908-2.
- Friedrich W. J. Schelling zur Einführung. Junius, Hamburg 1996, ISBN 3-88506-939-3.
- Edmund Husserl. (= Campus Einführungen. Band 1087). Campus, Frankfurt am Main 1995, ISBN 3-593-35423-3.
- Die Gleichgültigkeit der Welt. Knecht, Frankfurt am Main 1994, ISBN 3-7820-0686-0.
- Hans Jonas zur Einführung. Junius, Hamburg 1994, ISBN 3-88506-897-4.
- Lebenswelt und Weltall. Hermeneutik der unabweislichen Fragen. Neske (Klett-Cotta), Stuttgart 1994, ISBN 3-7885-0344-0.
- Das nackte Daß. Zur Frage der Faktizität. Neske, Pfullingen 1990, ISBN 3-7885-0326-2.
- Tübinger Triade. Zum Werk von Walter Schulz. Neske, Pfullingen 1990, ISBN 3-7885-0325-4.

### Herausgeber
- F.W.J.Schelling: Über das Wesen der menschlichen Freiheit. Philipp-Reclam-Verlag, Stuttgart 2021.
- Hans Blumenberg: Nachahmung der Natur. Philipp-Reclam-Verlag, Stuttgart 2020.
- Blaise Pascal: Das Ich besteht in meinem Denken. Philipp-Reclam-Verlag, Stuttgart 2017.
- Odo Marquard: Zukunft braucht Herkunft, Philosophische Essays. Philipp Reclam-Verlag, Stuttgart 2015.
- Odo Marquard: Der Einzelne. Vorlesungen zur Existenzphilosophie. Philipp-Reclam-Verlag, Stuttgart 2013. (Mit einem Nachwort des Herausgebers. S. 239–247)
- Odo Marquard: Endlichkeitsphilosophisches. Über das Altern. (= UB. Band 20278). Philipp-Reclam-Verlag, Stuttgart 2013, ISBN 978-3-15-020278-4. (Darin ein Interview mit Odo Marquard: Das Alter – mehr Ende als Ziel. S. 76–95)
- Texte zur Menschenwürde. Reclam, Stuttgart 2011.
- Kolleg Praktische Philosophie in vier Bänden. Reclam, Stuttgart 2008.
  - Band 1: Ethik zwischen Kultur- und Naturwissenschaft.
  - Band 2: Grundpositionen und Anwendungsfelder der Ethik.
  - Band 3: Zeitdiagnose.
  - Band 4: Recht auf Rechte.
- Francesco Petrarca. Das einsame Leben. Klett-Cotta, Stuttgart 2004.
- Der Grenzgänger. Arts and Sciences, Heidelberg 2004.
- Glück. Eine Auswahl. 2. Auflage. Klett-Cotta, Stuttgart 2002.
- Schöne Neue Körperwelten. Der Streit um die Ausstellung. 2. Auflage. Klett-Cotta, Stuttgart 2001.
- Mit Hermann Timm: Die Kunst des Überlebens. Nachdenken über Hans Blumenberg. Suhrkamp, Frankfurt 1999, ISBN 3-518-29022-3.
- Hermeneutik und Naturalismus. Mohr-Siebeck, Tübingen 1998.